# Bóltfelagið 1936
Bóltfelagið 1936, ofta kallat B36, B36 Tórshavn, ibland även B36 Torshamn (Bóltfelagið 1936 är färöiska för Bollklubben 1936) är ett fotbollslag från Torshamn på Färöarna. Klubben bildades den 28 mars 1936.
Fotbollsklubben har sin hemmaarena i Gundadalur i Torshamn. Stadion har plats för 5 000 åskådare.
Den sierraleonske spelaren Brima Koroma, som tidigare har spelat flera säsonger i svenska lag, har spelat i klubben.

## Meriter
- Färöiska mästare:[1]
  - Vinnare (11): 1946, 1948, 1950, 1959, 1962, 1997, 2001, 2005, 2011, 2014, 2015
- Färöiska cupen:[2]
  - Vinnare (7): 1965, 1991, 2001, 2003, 2006, 2018, 2021
  - Finalister (11): 1951, 1963, 1964, 1967, 1968, 1969, 1974, 1988, 1998, 1999, 2006, 2007, 2008, 2013, 2017
- Färöiska supercupen:[3]
  - Vinnare (1): 2006
  - Finalister (4): 2011, 2014, 2015, 2018

## Placering tidigare säsonger
| Säsong | Nivå | Liga            | Placering | Webbplats | Färöiska cupen |
| ------ | ---- | --------------- | --------- | --------- | -------------- |
| 2010   | 1    | Vodafonedeildin | 6         | [ 4 ]     |                |
| 2011   | 1    | Vodafonedeildin | 1         | [ 5 ]     |                |
| 2012   | 1    | Effodeildin     | 6         | [ 6 ]     |                |
| 2013   | 1    | Effodeildin     | 3         | [ 7 ]     |                |
| 2014   | 1    | Effodeildin     | 1         | [ 8 ]     |                |
| 2015   | 1    | Effodeildin     | 1         | [ 9 ]     |                |
| 2016   | 1    | Effodeildin     | 4         | [ 10 ]    |                |
| 2017   | 1    | Effodeildin     | 3         | [ 11 ]    | Finalist       |
| 2018   | 1    | Betrideildin    | 3         | [ 12 ]    | CUPEN          |
| 2019   | 1    | Betrideildin    | 2         | [ 13 ]    |                |
| 2020   | 1    | Betrideildin    | 4         | [ 14 ]    |                |
| 2021   | 1    | Betrideildin    | 5         | [ 15 ]    | CUPEN          |
| 2022   | 1    | Betrideildin    | 4         | [ 16 ]    |                |
| 2023   | 1    | Betrideildin    | 4         | [ 17 ]    |                |
| 2024   | 1    | Betrideildin    | 5         | [ 18 ]    |                |